# Ramon Folc de Cardona
Ramon Folc de Cardona, spanyolul: Ramón Folch III de Cardona-Anglesola y Requesens, katalánul: Ramon Folc III de Cardona-Anglesola i Requesens, (Bellpuig, Katalónia, 1467. – Nápoly, Nápolyi Királyság, 1522. március 10.), katalóniai születésű főnemes, politikus és hadvezér, Bellpuig 12. bárója, Albento grófja, 1502-től Soma első hercege, az 1505-ös észak-afrikai hadjáratban az aragón flotta admirálisa, az első itáliai háborúk tábornoka, 1511-ben a franciaellenes Szent Liga főhadparancsnoka, 1507–1509 között Szicília alkirálya, 1509–1522 között Nápoly alkirálya.

## Élete

### Származása, ősei
Apja Antoni Folc de Cardona-Anglesola i Centelles gróf volt, a katalóniai eredetű Folc de Cardona főnemesi ház tagja, Bellpuig 11. bárója. Anyja Castellana de Requesens grófnő volt.
Ősei: A 14. század közepén Hug (Hugo) de Cardona algróf (vescomte) , Bellpuig 10. bárója hűséget fogadott IV. Péter aragóniai királynak, aki ezért őt 1357. december 4-én Cardona első grófjává emelte. III. Joan Ramon Folc († 1464), Cardona negyedik grófja megszerezte Prades grófságát. Ennek fiát, IV. Joan Ramon Folcot, Cardona ötödik grófját szolgálataiért 1482-ben II. Ferdinánd aragóniai király Cardona hercegévé, majd 1491-ben Pallars őrgrófjává (marqués) emelte. A cím harmadik viselője a család női tagja, Juana Folch de Cardona y Manrique de Lara lett, az ő halálával († 1564) a hercegi cím visszaszállt a királyra, aki azt ugyanebben az évben más családból való személynek, Francisco de Aragón y Cardonának adományozta.
Az ősi „Folc de Cardona” családnév a 16–17. század folyamán „Folch de Cardona” formává alakult, ezt az újabb írásmódot gyakran visszavetítik a család korábbi, 12–15. századi tagjaira is.

### Hadvezér Nápolyban és Észak-Afrikában
1501–1504 között a spanyol királyok szolgálatában Franciaország ellen harcolt a második nápolyi háborúban, amelynek előzménye az 1500-ban XII. Lajos francia király és Aragóniai Ferdinánd király által megkötött granadai szerződés volt. Ebben a két uralkodó felosztotta egymás között a Nápolyi Királyságot. 1501-ben közös katonai akcióval elfoglalták Nápolyt, de a két hódító között hamarosan új háború tört ki. 1502. december 12-én Ramón de Cardona grófot a király Soma első hercegévé kreálta.
1503-ban, a cerignolai és a Garigliano-menti győzelmek után Ramón de Cardona vezette az aragóniai királyi hadiflotta gályáit Gaeta ostrománál, amelynek sikeres bevétele után a franciák végleg kiszorultak Dél-Itáliából, a Nápolyi Királyság teljes területe Aragónia hatalmába került.
1505-ben Cardona kitüntetéssel harcolt Észak-Afrikában, a „Barbár-part” meghódítására indított aragón expedíciós hadjáratokban. Az aragón királyi flotta admirálisaként szeptember 13-án komoly része volt Mersz el-Kebir (spanyolul: Mazalquivir) arab kikötőváros környékének elfoglalásában (a mai Algériában, Orán közelében).

### Hadvezér a cambrai-i liga elleni háborúkban
1507-ben Aragóniai Ferdinánd király kinevezte Ramón de Cardona herceget Szicília alkirályává, e méltóságot 1509-ig viselte, utódja (1517-ig) Hugo de Moncada kapitány lett, aki 1527-ben csapataival részt vett Róma kirablásában (Sacco di Roma).
Aragóniai Ferdinánd hadvezéreként Cardona részt vett a cambrai-i liga háborúiban (1508-1516). 1509-ben Aragónia királya kinevezte őt Nápoly alkirályává, e tisztséget haláláig, 1522-ig viselte.
1511-ben Cardonát kinevezték a Szent Liga szövetséges hadseregeinek legfőbb parancsnokává. Keze alá rendelték II. Gyula pápa, a Velencei Köztársaság és Spanyolország itáliai csapatait, sőt (névlegesen) az Angol Királyság haderejét is, hogy közös fellépéssel állítsák meg Franciaország Észak-Itáliai terjeszkedését. Nápoly kormányzását feleségére, Doña Isabel de Requesens-re hagyta.

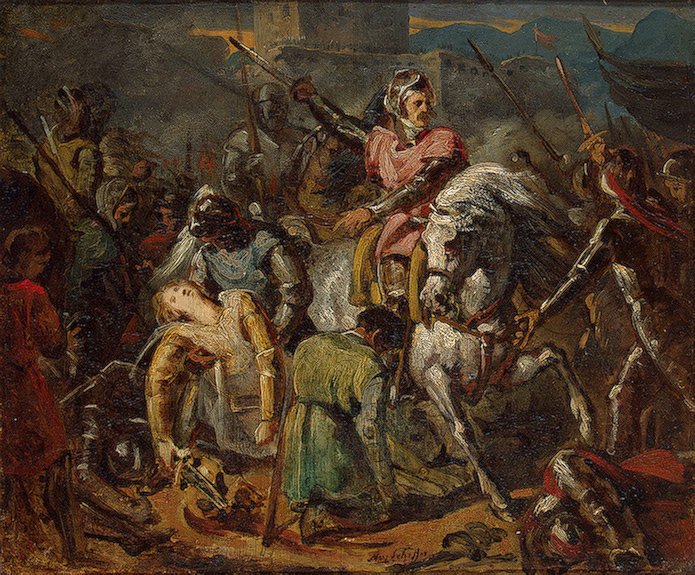
A ravennai csata, Gaston de Foix halála

1512 januárjában hadseregével Emilia-Romagnába vonult, hogy leverje a Bolognában kitört pápa-ellenes felkelést. A spanyol hadsereget II. Gyula pápa csapatai is erősítették. A sereg Imolánál gyülekezett. Bolognát Odet de Foix, Lautrec grófja védte 2000 zsoldossal és 200 páncélos lovassal. Lautrec marsall unokafivére, Gaston de Foix, Nemours hercege azonban meglepően gyorsan Bolognába vitt egy felmentő hadsereget. Cardona visszavonult Imolába.
Bologna felmentése és Brescia elfoglalása után, 1512 áprilisában Gaston de Foix, a ferrarai herceg csapataival megerősítve Ravennát kezdte ostromolni. Ramón de Cardona nápolyi alkirály erős felmentő hadsereggel Forlín keresztül a Ronco folyóhoz vonult, április 11-én Gaston de Foix megtámadta az alkirály seregét. A véres ravennai csatában mindkét hadsereg súlyos veszteségeket szenvedett, a csata sorsát a francia nehézlovasság végső rohama döntötte el, a spanyol és pápai gyalogság nagy részét lemészárolták, töredékük a folyón átkelve tudott elmenekülni. Cardona alvezérei, Fabrizio Colonna és Pedro Navarro kapitányok francia fogságba estek. A franciák pirrhuszi győzelmet arattak, maga a francia fővezér, Gaston de Foix marsall elesett a harcban. A helyére lépő Jacques de La Palice marsall – Cardona szerencséjére – nem indult üldözésére, serege tovább ostromolta és be is vette Ravennát.

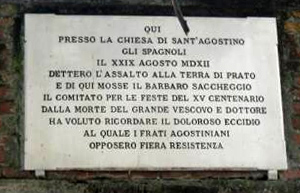
Prato felprédálásának emléktáblája, 1512.

Még ugyanabban az évben a Giovanni de’ Medici támogatására Cardona spanyol csapatai Toszkánába vonultak, és megostromolták Prato városát. A várost a második kísérletre, 1512. augusztus 29-én elfoglaltak, teljesen kirabolták és lerombolták. Prato felprédálása (Sacco di Prato) három héten át tartott. A gyilkoló és fosztogató spanyol csapatok csak szeptember 19-én hagyták el Pratót. Az itt elkövetett kegyetlenkedések híre hozzájárult a „spanyolok fekete legendájának” (leyenda negra española) terjedéséhez. (Az „őrült spanyol” fogalma a későbbi itáliai háborúk tragikus eseményeiből kapott lábra). A Prato sorsáról érkező hírek hatására augusztus végén Firenzében megbukott és elmenekült a franciabarát Piero Soderini kormánya. Toszkánában a Medici-család visszaszerezte hatalmát, Firenze ura Giuliano de’ Medici lett, Giovanni de’ Medici öccse.
Főhadparancsnoki minőségében Cardonának döntő része volt a novarai győzelemben (1513. június 6.) és a La Motta-i győzelemben (1513. október 7.)
1513. február 21-én meghalt II. Gyula pápa, utódjává április 11-én Giovanni de’ Medicit választották (X. Leó néven). A Mediciek megerősítették hatalmukat Firenzében. Márciusban Velence kilépett az 1511-es Szent Ligából, és Franciaországgal szövetkezett. Cardona egy spanyol sereget küldött Velence ellen, a várost a laguna felől tüzérséggel lövette. 1513 májusában II. Louis de La Trémoille és Gian Giacomo Trivulzio condottiere francia csapatai ismét betörtek Lombardiába, de a pápa zsoldjában álló svájciak június 6-án a novarai csatában legyőzték őket. Ramón Folc de Cardona alkirály, Fernando de Ávalos és Georg von Frundsberg kapitányok új, erős spanyol–német–pápai sereggel Lombardiába indultak. Bartolomeo d’Alviano velencei condottiere, Franciaország szövetségese október 7-én Vicenza mellett megpróbálta megállítani a Velence alól elvonuló sereget, de a La Motta-i csatában vereséget szenvedett. Az 1513-as év végére a franciák elhagyták Észak-Itáliát.
1515 tavaszán az új francia király, I. Ferenc erős haddal tört be a Milánói Hercegségbe, Ramón Folc de Cardona alkirály visszavonult seregeivel Nápolyba, így nem tudta megakadályozni, hogy a velencei seregek egyesüljenek a franciákkal, és 1515. szeptember 13–14-én a marignanói csatában végzetes csapást mérjenek Matthäus Schiner svájci zsoldosaira és Massimiliano Sforza milánói herceg seregére. Ferenc elfoglalta Milánót.

### Házassága, utódai

Ramón de Cardona felesége, Doña Isabel de Requesens (Raffaello festménye, Louvre, Párizs)

Alkirályi kinevezésének éveiben, feltehetően 1500–1510 között megnősült. Doña Isabel Enríquez de Requesens-t vette feleségül, Palamós, Trivento és Avellino II. grófnőjét, Calonge bárókisasszonyát, Garcelán de Requesens-nek, Palamós, Trivento és Avellino I. grófjának, és Beatriz Enríquez grófnőnek, Alba de Liste II. grófjának leányát vette feleségül. Két gyermekük született:
- Fernando (Ferrán) Folc de Cardona y Requesens († 1571), Soma 2. hercege, Palamós 3. grófja, Oliveto 2. grófja, Bellpuig 13. bárója, aki Doña Beatriz Fernández de Córdobát, Sessa 4. hercegnőjét vette feleségül. Doña Beatriz édesapja Luis Fernández de Córdoba volt, Cabra 4. grófja, Iznájar algrófja, édesanyja Elvira Fernández de Córdoba (+ 1524) volt, Sessa, Terranova, Sant’Angelo és Andria 2. hercegnője. (Beatriz hercegnő anyai nagyapja Gonzalo Fernández de Córdoba y Enríquez de Aguilar gróf volt, Sessa első hercege, a „Nagy Kapitány”). Fernando lett a Soma hercegi ág ősapja.
- Catalina (Castellana) de Cardona y Requesens, aki Aragóniai Ferdinándhoz († 1549), Cajazzo hercegéhez, I. Ferdinánd nápolyi király házasságon kívül született fiához ment feleségül. (Anyja Diana Guardato volt). Ferdinándot 1535-től Montalto első hercegévé emelték. Leszármazottaik, a Moncada család tagjai spanyol grandok lettek, ők adták a szicíliai Paternò hercegeit.

Raffaello által 1518 körül készített egyik női portréról sokáig úgy tartották, Aragóniai Johannát (1502–1575), Aragóniai Ferdinánd cajazzói / montaltói herceg leányát, I. Ferdinánd nápolyi király unokáját ábrázolja. 1997-ben egy művészettörténész tanulmányban bizonyította, hogy valójában Ramón de Cardona herceg feleségét, Doña Isabel de Requesens y Enríquez de Cardona-Anglesola úrnőt, Aragóniai Johanna hercegnő nagyanyját ábrázolja. A festmény a párizsi Louvre-ban látható.
Ramón de Cardonának volt egy házasságon kívül született leánya is, Caterina de Cardona (1519–1577), karmelita szerzetesnő, remete (eremita carmelitana), Ávilai Szent Teréz bensőséges barátja. Halála után a spanyol katolikus egyház a tiszteletre méltó (venerable/venerabile) címmel ruházta fel.
A Folc (Folch) de Cardona család adta Soma hercegeit 1768-ig, a család utolsó leszármazottjának, Buenaventura Francisca Fernández de Córdoba Folch de Cardona Requesens y Aragón-nak, Soma 10. hercegnőjének elhunytával a teljes családi ág kihalt, Soma hercegségének címét a Fernández de Córdoba, majd 1816-tól az Osorio de Moscoso család tagjai örökölték.

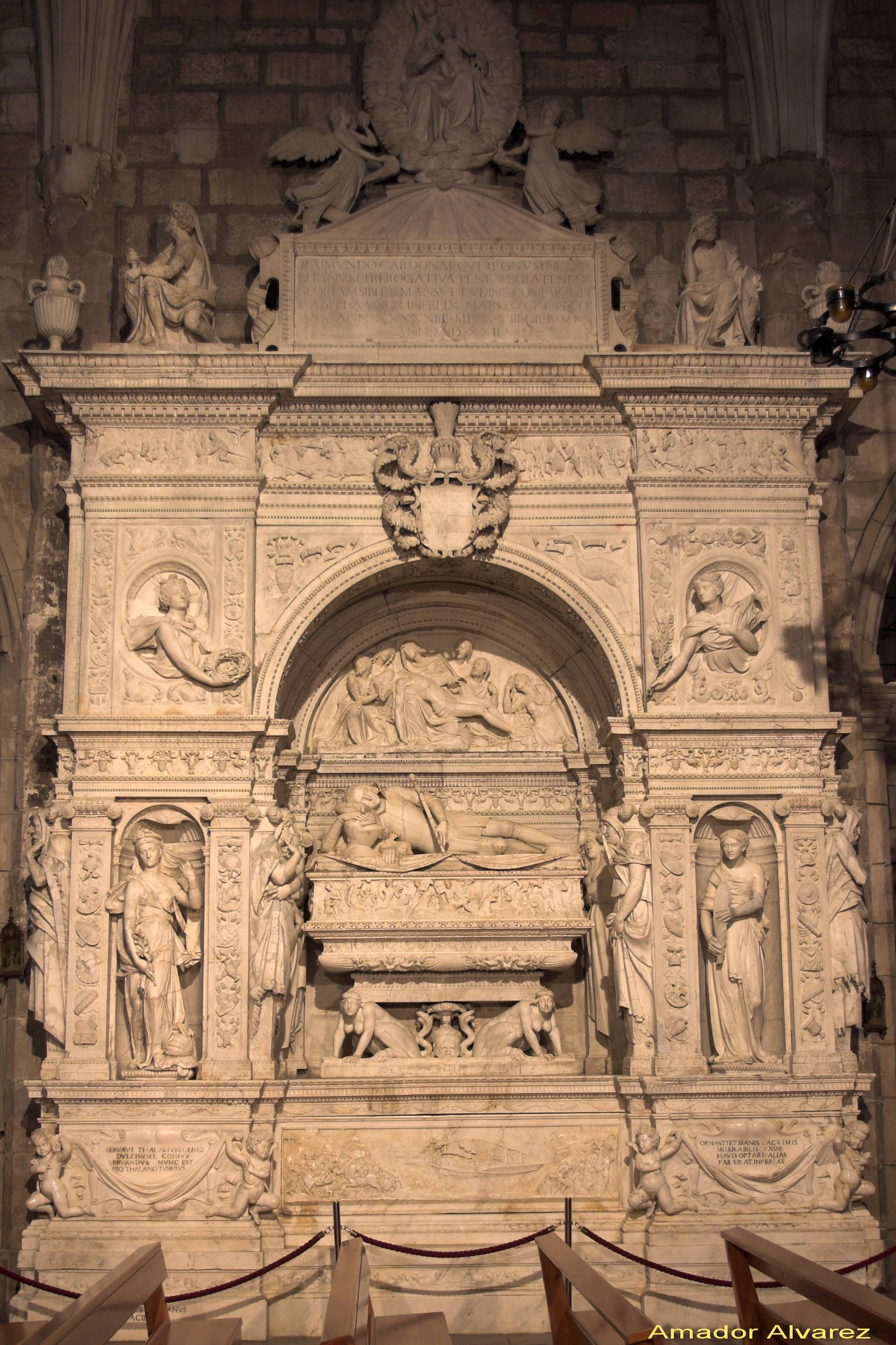
Síremléke Bellpuigban

### Utolsó évei, elhunyta, síremléke
Katolikus Ferdinánd aragóniai király halála (1516. január 25.) után az egyesült Spanyolország tényleges uralkodója, a Habsburg-házból való I. Károly király (V. Károly néven német-római császár) megerősítette Cardonát nápolyi alkirályi tisztségében, és 1519-ben a Nápolyi Királyság nagyadmirálisának (Gran almirante) címével ruházta fel.
Ramón Folc de Cardona y Requesens, Soma 1. hercege, Oliveto 1. grófja, Bellpuig 12. bárója, a Nápolyi Királyság alkirálya 1522. március 10-én hunyt el Nápolyban. Alkirályi székében Charles de Lannoy herceg követte.
Halála után testét hazaszállították katalóniai szülővárosába, Bellpuigba (ma: Lérida megye, Urgell járás). Az itteni Szent Miklós-plébániatemplomban (iglesia parroquial de San Nicolás, katalánul: Església de Sant Nicolau helyezték örök nyugalomra. Giovanni Merliano da Nola olasz szobrász (1488–1558) díszes márvány síremléket készített hozzá, amely a reneszánsz sírszobrászat kiemelkedő példája Spanyolországban.